# مرض منقول جنسيا
الأمراض المنقولة جنسيًا، المعروفة أيضًا بالعدوى المنقولة جنسيًا، هي الأمراض المنقولة غالبًا عن طريق ممارسة الجنس، عادةً الجنس المهبلي، والفموي والشرجي. معظم الأمراض المنقولة جنسيا في البداية لا تسبب الأعراض، مما يزيد من احتمال تمرير هذه الأمراض للآخرين. وقد تشمل علامات وأعراض المرض الإفرازات المهبلية، إفرازات القضيب، قرحات على أو حول الأعضاء التناسلية، وألم حوضي. قد تؤدي الأمراض المنقولة جنسيًا المُكتسبة قبل أو خلال الولادة إلى نتائج سيئة للطفل. وقد تسبب بعض الامراض المنقولة جنسيًا إلى مشاكل في القدرة على الحمل.
أكثر من 30 نوع مختلف من الجراثيم، والفيروسات، والطفيليات يمكن أن تسبب الأمراض المنقولة جنسيًّا. تشمل الجراثيم المسببة للأمراض المنقولة جنسيًا داء المتدثّرات، والسيلان، والزهري، وغيرها. أما الفيروسات فتشمل الهربس التناسلي، وداء فقدان المناعة المكتسبة (الإيدز)، والثؤلول التناسلي وغيرها. أما الطفيليات فتشمل داء المشعرات وغيرها. بينما تنتشر عادةً الأمراض المنقولة جنسيًا عن طريق الجنس، قد تنتقل بعضها عن طريق الاتصال غير الجنسي مع الدم أو الأنسجة الملوّثة، أو الرضاعة، أو أثناء الولادة. الاختبارات التشخيصية للأمراض المنقولة جنسيًّا متوفرة بسهولة في الدول المتقدمة بخلاف دول العالم النامي.
الطريقة الأكثر نجاحاً لمنع الأمراض المنقولة جنسيًا هي الامتناع عن ممارسة الجنس. قد تقلل بعض التلقيحات كذلك من خطر الإصابة ببعض الالتهابات بما في ذلك التهاب الكبد ب وبعض أنواع فيروس الورم الحليمي البشري. أمور أخرى قد تقلل من خطورة الإصابة هي العادات الجنسية الآمنة مثل استخدام العازل (الواقي)، عدد قليل من الشركاء الجنسيين، والوجود بعلاقة حيث يمارس كل شخص في العلاقة الجنس فقط مع شريكه.
وسوائل الجسم هي السوائل التي تنقل أغلب أنواع العدوى، كالسائل المنوي.
هذه الأمراض متعددة ومتنوعة قد تصيب الجهاز التناسلي وما جاوره أو تظهر لها أعراض ومضاعفات أخرى بعيدة عن المنطقة التناسلية.
كما أن هذه الأمراض قد تنتقل جراثيمها عن طريق الدورة الدموية إلى أماكن أخرى من جسم المصاب نفسه أو إلى الجنين، كما هو الحال في مرض الزهري ومرض الهربس بالحوامل أو عن طريق الجهاز اللمفاوي، وفي هذه الحالات تؤدي إلى مضاعفات خطيرة وتشوهات أو عاهات وأحيانا إلى الوفاة.

## علامات وأعراض
ليس كل الأمراض المنقولة جنسيًا مصحوبة بأعراض، وقد لا تظهر الأعراض بعد العدوى مباشرة. في بعض الحالات يمكن أن يصيب المرض الشخص دون أي أعراض، مما يزيد من خطر نقل المرض للآخرين. حسب نوع المرض، يمكن لبعض الأمراض المنقولة جنسيًا غير المُعالَجة أن تؤدي إلى العقم، أو الألم المزمن أو حتى الموت.
وجود مرض منقول جنسيًا في الأطفال قبل سن البلوغ قد يشير إلى الاعتداء الجنسي.

## أهم أنواع أمراض العدوى الجنسية

### انتقال
يلخّص الجدول التالي مخاطر واحتمالات انتقال الأمراض المنقولة جنسيًّا:
| الخطر في كل عملية جنسية غير محمية مع شخص مُصاب | الخطر في كل عملية جنسية غير محمية مع شخص مُصاب | الخطر في كل عملية جنسية غير محمية مع شخص مُصاب                                                     | الخطر في كل عملية جنسية غير محمية مع شخص مُصاب |
| --------------------------------------------- | --- | ------------------------------------------------------------------------------------------------- | --------------------------------------------- |
|                                               | مخاطر معروفة | مُحتَمَل                                                                                             |                                               |
| أداء الجنس الفموي على رجل                     | - داء المتدثرات في الحلق - داء السيلان في الحلق (25–30%) - هربس (نادر) - فيروس الورم الحليمي البشري - مرض الزهري (1%) | - التهاب الكبد ب (احتمال منخفض) - فيروس العوز المناعي البشري (0.01%) - التهاب الكبد C (غير معروف) |                                               |
| أداء الجنس الفموي على امرأة                   | - هربس - فيروس الورم الحليمي البشري | - داء السيلان في الحلق - داء المتدثرات في الحلق                                                   |                                               |
| مُستقبِل جنس فموي - رجل                         | - داء المتدثرات - داء السيلان - هربس - مرض الزهري (1%) | - فيروس الورم الحليمي البشري                                                                      |                                               |
| مُستقبِل جنس فموي - امرأة                       | - هربس | - فيروس الورم الحليمي البشري - التهاب المهبل البكتيري - داء السيلان                               |                                               |
| جنس مهبلي - رجل                               | - داء المتدثرات (30–50%) - قمل العانة - مرض الجرب - داء السيلان (22%) - التهاب الكبد ب - هربس (0.07% لهربس نمط 2) - فيروس العوز المناعي البشري (0.05%) - فيروس الورم الحليمي البشري (مرتفع: حوالي 40-50%) - العدوى بالمفطورة البشرية - مرض الزهري - داء المشعرات - العدوى باليوريا بلازما (الميورة) | - التهاب الكبد C                                                                                  |                                               |
| جنس مهبلي - امرأة                             | - داء المتدثرات (30–50%) - قمل العانة - مرض الجرب - داء السيلان (47%) - التهاب الكبد ب (50–70%) - هربس - فيروس العوز المناعي البشري (0.1%) - فيروس الورم الحليمي البشري (مرتفع; حوالي 40-50%) - العدوى بالمفطورة البشرية - مرض الزهري - داء المشعرات - العدوى باليوريا بلازما (الميورة)             | - التهاب الكبد C                                                                                  |                                               |
| جنس شرجي - مولِج                               | - داء المتدثرات - قمل العانة - مرض الجرب (40%) - داء السيلان - التهاب الكبد ب - هربس - فيروس العوز المناعي البشري (0.62%) - فيروس الورم الحليمي البشري - مرض الزهري (14%) | - التهاب الكبد C                                                                                  |                                               |
| جنس شرجي - مُستقبِل                             | - داء المتدثرات - قمل العانة - مرض الجرب - داء السيلان - التهاب الكبد ب - هربس - فيروس العوز المناعي البشري (1.7%) - فيروس الورم الحليمي البشري - مرض الزهري (1.4%) | - التهاب الكبد C                                                                                  |                                               |
| جنس شرجي-فموي                                 | - داء الأميبات - داء خفيات الأبواغ (1%) - داء الجيارديات - التهاب الكبد الوبائي أ (1%) - داء الشيغيلات (1%) | - فيروس الورم الحليمي البشري (1%)                                                                 |                                               |

### بكتيرية
- قريح (بالإنجليزية: Chancroid)‏، الناتج عن المستدمية الدوكرية
- داء المتدثّرات (بالإنجليزية: Chlamydia)‏، الناتج عن المتدثرة الحثرية
- داء السيلان، الناتج عن النيسرية البنية وتسبب حرقه شديده جدا عند التبول في الرجال
- داء الدونوفانيات، الناتج عن الكلبسيلة حبيبية الشكل
- المفطورة التناسليّة[29][30][31]
- المفطورة البشرية[20][21][22][23][32]
- الزهري (بالإنجليزية: Syphilis)‏، الناتج عن اللولبيات الشاحبة
- اليوريا بلازما (المويرة)[24][25]

### فطرية
- داء المبيضات (بالإنجليزية: Candidiasis)‏

### طفيلية
- قمل العانة (بالإنجليزية: Pediculosis Pubis)‏
- مرض الجرب (بالإنجليزية: Scabies)‏

### أخرى
- تماس الأغشية المخاطيه
- داء المشعرات ويظهر بحكه مهبلية عند النساء وهي من الطفيليات
- زهري مستوطن (بالإنجليزية: ENDEMIC SYPHLIS)‏
- الهربس (بالإنجليزية: HERPS PROGENTIALIS)‏
- مرض فقدان المناعة المكتسبة الإيدز (بالإنجليزية: AIDS)‏
- ثؤلول تناسلي (بالإنجليزية: GENITAL WARTS)‏
- مليساء معدية (بالإنجليزية: MOLLASCUM CONTAGIOSUM)‏
- المشعرات المهبلية (بالإنجليزية: TRICHOMONS VAGINALIS)‏
- ورم حبيبي أربي (بالإنجليزية: GRANULOMA INGUINALE)‏
- دبل مناخي (بالإنجليزية: LYMPH GRANULOMA VENERUM)‏
- مرض رايتر (بالإنجليزية: REITERS DISEASE)‏

هناك أيضاً بعض الأمراض الفطريه والفيروسية أهمها بعض أنواع التهاب الكبد الوبائي والجيمي التي تعتبر ضمن صنف العدوى الجنسية.

## انتشار الأمراض الجنسية
خلصت دراسة أمريكية أجرتها المراكز الفدرالية لمراقبة الأمراض والوقاية إلى أن فتاة من بين أربع في الولايات المتحدة مصابة بأحد الأمراض التي تنتقل عبر ممارسة الجنس، اكتشفت الدراسة أن معدلات الإصابة بهذا الصنف من الأمراض المعدية مرتفعة بشكل خاص لدى الفتيات السود. قدرت الدراسة بحوالي خمسين في المائة نسبة الفتيات السود المصابات بأحد الأمراض المعدية جنسيا، بينما تناهز هذه النسبة 20 في المائة لدى الفتيات البيض والأمريكيات من أصول مكسيكية. وجدت الدراسة أن الفيروس المتسبب في سرطان الرحم (HPV) هو الأكثر انتشارا؛ إذ عثر عليه لدى 18 في المائة من الفتيات اللائي خضعن للدراسة 

## الوقاية من الأمراض الجنسية
يمكن تجنب العديد من الأمراض الجنسية ومضاعفاتها بالالتزام بالتدابير الوقائية، مثل:
1. استخدام الواقي الذكري عند ممارسة الجنس مع أي شخص مُصاب بأيٍّ من الأمراض المنقولة جنسياً.[34]
2. أخذ المطاعيم الوقائية اللازمة [34]
3. تجنب تعدد الشركاء الجنسيين [35]